# Perfuchsberg

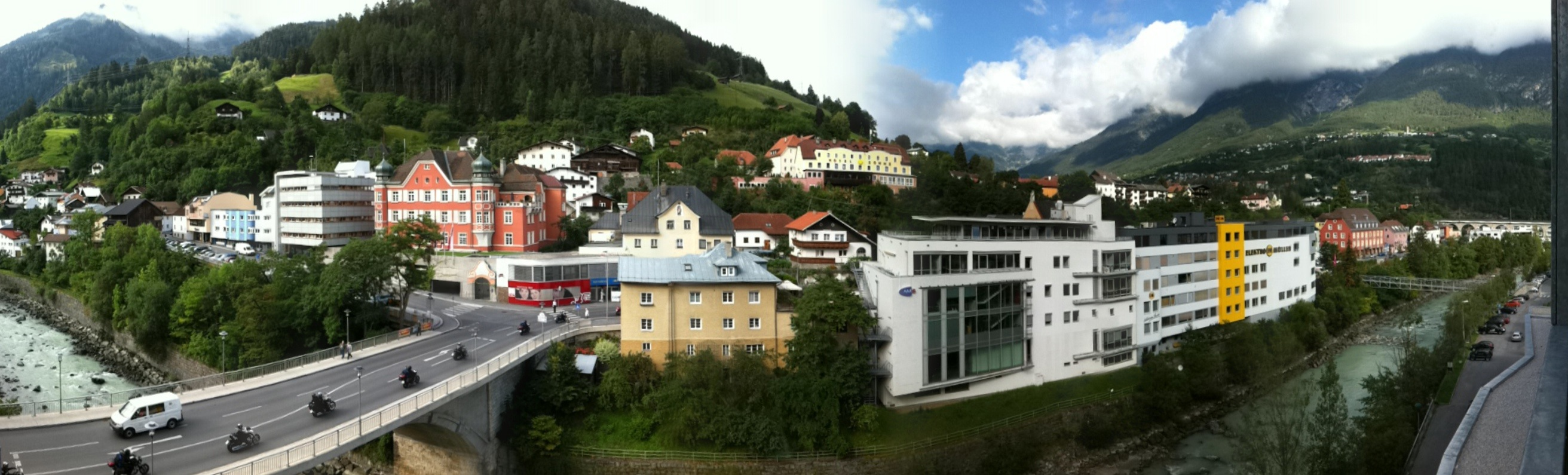
Blick von Landeck in Richtung Perfuchs

Perfuchsberg ist ein Stadtteil von Landeck in Tirol.
Perfuchsberg gehörte bis zum 26. April 1900 zur Gemeinde Perfuchs. Die Straßensiedlung, in der die Wohnnutzung dominiert, liegt nordwestlich von Perfuchs. Durch Perfuchsberg führt auch die Landesstraße zur Nachbargemeinde Tobadill. Perfuchsberg gehört im Gegensatz zu Perfuchs zur Pfarre Bruggen und hatte über lange Zeit auch im Gegensatz zu diesem eine eigene Volksschule.
Zur Wasserversorgung von Perfuchsberg wurde 1990 oberhalb der Ortschaft ein Wasserhochbehälter mit einem Fassungsvermögen von 260 m³ als Trink- und Löschwasserspeicher errichtet.